# Lepanthes pretiosa
Lepanthes pretiosa är en orkidéart som beskrevs av Carlyle August Luer och Alexander Charles Hirtz. Lepanthes pretiosa ingår i släktet Lepanthes och familjen orkidéer. Inga underarter finns listade i Catalogue of Life.